# Élections cantonales partielles françaises en 1978
 (juillet 2025).
Si vous disposez d'ouvrages ou d'articles de référence ou si vous connaissez des sites web de qualité traitant du thème abordé ici, merci de compléter l'article en donnant les références utiles à sa vérifiabilité et en les liant à la section « Notes et références ».
Plusieurs élections cantonales partielles se sont tenues en France en 1978,.

## Synthèse
| Dates de l'élection | Département             | Canton            | Conseiller sortant | Parti | Parti | Conseiller élu    | Parti | Parti | Raison     | Raison |
| ------------------- | ----------------------- | ----------------- | ------------------ | ----- | ----- | ----------------- | ----- | ----- | ---------- | ------ |
| 11 et 18 juin 1978  | Lot                     | Cajarc            | Bernard Pons       |       | RPR   | Guy Mirabel       |       | MRG   | Démission  |        |
| 18 juin 1978        | Savoie                  | Aiguebelle        | René Vair          |       | PCF   | Alain Bouvier     |       | PCF   | Décès      |        |
| 18 juin 1978        | Guadeloupe              | Sainte-Anne-2     | Marlène Captant    |       | RPR   | Hermann Songeons  |       | PCG   | Annulation |        |
| 18 et 25 juin 1978  | Alpes-de-Haute-Provence | Noyers-sur-Jabron | Gaston Bruschini   |       | PS    | Edmond Marin      |       | PS    | Décès      |        |
| 18 et 25 juin 1978  | Haute-Garonne           | Toulouse-XIV      | Jacques Mauré      |       | MRG   | Claude Cornac     |       | PS    | Décès      |        |
| 3 décembre 1978     | Charente-Maritime       | Saintes-Sud       | Jean Sorillet      |       | MRG   | François Vauneaud |       | PS    | Décès      |        |

## Résultats[3]

### Canton de Cajarc(Lot)
| Candidat                                            | Candidat      | Parti       | Premier tour | Premier tour | Second tour | Second tour |
| Candidat                                            | Candidat      | Parti       | Voix         | %            | Voix        | %           |
| --------------------------------------------------- | ------------- | ----------- | ------------ | ------------ | ----------- | ----------- |
|                                                     | Guy Mirabel   | MRG         | 898          | 46,72        | 1 070       | 53,26       |
|                                                     | Romain Masbou | Maj.        | 881          | 45,84        | 939         | 46,74       |
|                                                     | Paul Estrabol | PCF         | 143          | 7,44         |             |             |
|                                                     |               |             |              |              |             |             |
| Inscrits                                            | Inscrits      | Inscrits    | 2 522        | 100,00       | 2 462       | 100,00      |
| Abstentions                                         | Abstentions   | Abstentions | 569          | 22,56        | 432         | 17,55       |
| Votants                                             | Votants       | Votants     | 1 953        | 77,44        | 2 030       | 82,45       |
| Nuls                                                | Nuls          | Nuls        | 31           | 1,23         | 21          | 0,85        |
| Exprimés                                            | Exprimés      | Exprimés    | 1 922        | 76,21        | 2 009       | 81,60       |
| Source : Le Monde, éditions des 13 et 20 juin 1978. |               |             |              |              |             |             |

### Canton d'Aiguebelle(Savoie)
|                                             | Alain Bouvier   | PCF         | 1 430 | 55,27  |  |  |
|                                             | Jean Bois       | Maj.prés.   | 698   | 26,98  |  |  |
|                                             | Jean Rico       | PS          | 401   | 15,50  |  |  |
|                                             | Franck Carenini | SE          | 58    | 2,24   |  |  |
|                                             |                 |             |       |        |  |  |
| Inscrits                                    | Inscrits        | Inscrits    | 3 917 | 100,00 |  |  |
| Abstentions                                 | Abstentions     | Abstentions | 1 290 | 32,93  |  |  |
| Votants                                     | Votants         | Votants     | 2 627 | 67,07  |  |  |
| Nuls                                        | Nuls            | Nuls        | 40    | 1,02   |  |  |
| Exprimés                                    | Exprimés        | Exprimés    | 2 587 | 66,04  |  |  |
| Source : Le Monde, édition du 20 juin 1978. |                 |             |       |        |  |  |

### Canton de Sainte-Anne-2(Guadeloupe)
|                                             | Hermann Songeons  | PCG         | 905   | 51,89  |  |  |
|                                             | Marlène Captant * | RPR         | 830   | 47,59  |  |  |
|                                             | Paul Yoyotte      | SE          | 9     | 0,51   |  |  |
|                                             |                   |             |       |        |  |  |
| Inscrits                                    | Inscrits          | Inscrits    | 2 990 | 100,00 |  |  |
| Abstentions                                 | Abstentions       | Abstentions | 1 227 | 41,04  |  |  |
| Votants                                     | Votants           | Votants     | 1 763 | 58,96  |  |  |
| Nuls                                        | Nuls              | Nuls        | 19    | 0,63   |  |  |
| Exprimés                                    | Exprimés          | Exprimés    | 1 744 | 58,33  |  |  |
| Source : Le Monde, édition du 20 juin 1978. |                   |             |       |        |  |  |

### Canton de Noyers-sur-Jabron(Alpes-de-Haute-Provence)
| Candidat                                            | Candidat      | Parti       | Premier tour | Premier tour | Second tour | Second tour |
| Candidat                                            | Candidat      | Parti       | Voix         | %            | Voix        | %           |
| --------------------------------------------------- | ------------- | ----------- | ------------ | ------------ | ----------- | ----------- |
|                                                     | Edmond Marin  | PS          | 141          | 29,81        | 245         | 52,24       |
|                                                     | Paul Bernard  | Maj.        | 112          | 23,68        | 224         | 47,76       |
|                                                     | René Latil    | PCF         | 94           | 19,87        | Retrait     | Retrait     |
|                                                     | Marcel Blanc  | SE          | 86           | 18,18        | Retrait     | Retrait     |
|                                                     | Elian Marin   | SE          | 25           | 5,28         |             |             |
|                                                     | Marceau Blanc | SE          | 15           | 3,17         |             |             |
|                                                     |               |             |              |              |             |             |
| Inscrits                                            | Inscrits      | Inscrits    | 670          | 100,00       | 669         | 100,00      |
| Abstentions                                         | Abstentions   | Abstentions | 192          | 28,66        | 170         | 25,41       |
| Votants                                             | Votants       | Votants     | 478          | 71,34        | 499         | 74,59       |
| Nuls                                                | Nuls          | Nuls        | 5            | 0,74         | 30          | 4,48        |
| Exprimés                                            | Exprimés      | Exprimés    | 473          | 70,60        | 469         | 70,10       |
| Source : Le Monde, éditions des 20 et 27 juin 1978. |               |             |              |              |             |             |

### Canton de Toulouse-XIV(Haute-Garonne)
| Candidat                                            | Candidat               | Parti       | Premier tour | Premier tour | Second tour | Second tour |
| Candidat                                            | Candidat               | Parti       | Voix         | %            | Voix        | %           |
| --------------------------------------------------- | ---------------------- | ----------- | ------------ | ------------ | ----------- | ----------- |
|                                                     | Claude Cornac          | PS          | 1 812        | 27,86        | 4 259       | 61,05       |
|                                                     | Jacques Rolland        | PR          | 1 296        | 19,93        | 2 717       | 38,95       |
|                                                     | Jean-Louis Mauré       | MRG         | 1 269        | 19,51        |             |             |
|                                                     | Paul Rey               | PCF         | 1 247        | 19,17        |             |             |
|                                                     | Gérard Mercier         | RPR         | 625          | 9,61         |             |             |
|                                                     | Jean Barraud           | Écol.       | 148          | 2,27         |             |             |
|                                                     | Luce Denise-Monpeyssen | PSU         | 106          | 1,63         |             |             |
|                                                     | Jean-Claude Vieuge     | Soc.ind.    | 0            | 0,00         |             |             |
|                                                     |                        |             |              |              |             |             |
| Inscrits                                            | Inscrits               | Inscrits    | 16 784       | 100,00       | 16 784      | 100,00      |
| Abstentions                                         | Abstentions            | Abstentions | 10 108       | 60,22        | 9 534       | 56,80       |
| Votants                                             | Votants                | Votants     | 6 676        | 39,77        | 7 250       | 43,19       |
| Nuls                                                | Nuls                   | Nuls        | 173          | 1,03         | 274         | 1,63        |
| Exprimés                                            | Exprimés               | Exprimés    | 6 503        | 38,74        | 6 976       | 41,56       |
| Source : Le Monde, éditions des 20 et 27 juin 1978. |                        |             |              |              |             |             |